# Megahexuridae
Megahexuridae Hedin & Bond, 2019 è una famiglia di ragni appartenente al sottordine Mygalomorphae.

## Distribuzione
L'unica specie nota di questa famiglia è endemica della California: sono state rinvenuti esemplari sulla Sierra Nevada, sulla Catena costiera e nelle Transverse Ranges.

## Tassonomia
Il genere Megahexura Kaston, 1972 è stato separato dalla famiglia Mecicobothriidae ed è assurto al rango di famiglia a seguito di un lavoro di Hedin & Bond del 2019.
A dicembre 2020 il genere si compone di 1 sola specie:
- Megahexura fulva (Chamberlin, 1919) - California